# Organização Australiana de Inteligência de Segurança
A ASIO é a sigla pelo qual é conhecida a Organização Australiana de Inteligência de Segurança (em inglês, Australian Security Intelligence Organization), o serviço de inteligência nacional da Austrália.